# Un breuvage hyperboréen
Un breuvage hyperboréen (titre original : A Hyperborean Brew) est une nouvelle américaine de Jack London publiée aux États-Unis en 1901.

## Historique
La nouvelle est publiée initialement dans le périodique Metropolitan Magazine en juillet 1901, avant d'être reprise dans le recueil La Foi des hommes en avril 1904.

## Éditions

### Éditions en anglais
- A Hyperborean Brew, dans le périodique Metropolitan Magazine en juillet 1901.
- A Hyperborean Brew, dans le recueil The Faith of Men & Others Stories, New York ,The Macmillan Co, avril 1904.

### Traductions en français
- La Sagesse de l'homme blanc, traduit par Louis Postif, in Lectures pour tous, hebdomadaire, novembre 1930.
- Un breuvage hyperboréen, traduit par Louis Postif, in Ric et Rac, hebdomadaire, 9 janvier 1942.
- Un breuvage hyperboréen, traduit par Louis Postif, in Lisez-moi « Aventures », périodique, 15 juillet 1949.
- Un breuvage hyperboréen, traduit par Louis Postif, in L’Appel de la forêt et autres histoires du pays de l’or, recueil, 10/18, 1973.
- Un breuvage hyperboréen, traduit par Louis Postif, in Parole d’homme, recueil, Phébus, 2003.